# Bitterbachschlucht
Die Bitterbachschlucht liegt im Nordwesten des Stadtgebiets von Lauf an der Pegnitz im mittelfränkischen Landkreis Nürnberger Land in Bayern. Es ist eine vom hier ein schmales Waldstück durchlaufenden Bitterbach in den Burgsandstein geschnittene Klamm. In trockenen Jahren wie z. B. 2018 und 2019 trocknet der Bitterbach aus.

## Lage
Die Bitterbachschlucht beginnt am Brunnenweg im Laufer Gemeindeteil Rudolfshof, folgt dem Verlauf des Bitterbachs in Richtung Süd-Südosten und endet an der Straße Am Bitterbach im Gemeindeteil Kotzenhof.

## Beschreibung
Als während der Eiszeit (Diluvium) Kalt- und Warmzeiten sich abwechselten, bildete sich hier ein epigenetisches Tal, indem der Bach neben seinem älteren Flussbett eine neue Wasserrinne schuf. Während der Kaltzeiten mit geringer Wasserführung lagerte der Bach im alten Bett große Sandmengen ab und das Wasser floss darüber als mäandrierendes, also Schleifen bildendes Rinnsal dahin. Als sich das Klima wieder änderte und es wärmer und feuchter wurde, schwoll der Bitterbach von neuem an. Dabei fand er aber nicht mehr in seine alte Rinne, sondern wich nach Osten aus. Er konnte einige Kuppen rötlich-grobkörnigen Burgsandsteins nicht mehr umfließen, er musste sie also durchschneiden. So ist durch die Erosionskraft des fließenden Wassers die enge Bitterbachschlucht im harten Gestein entstanden.
In der Bitterbachschlucht gibt es reizvolle Burgsandsteinaufschlüsse und -einschnitte, steile, zum Teil unterspülte Schluchtwände, prächtige, mit Moosen und Farnen überwucherte Felsen, tiefe Spalten und Löcher sowie kleine Wasserfälle. Der Burgsandstein zeigt sonst in der Umgebung nur selten gute Aufschlüsse, er liegt meist mehr als 10 Meter tiefer unter der Erdoberfläche. Die in ihm laufende Schlucht ist deshalb etwas Besonderes. Die Felsenkeller unter der Laufer Altstadt sind in diesen Burgsandstein gehauen.
Die Schlucht ist als Geschützter Landschaftsbestandteil ausgewiesen.

## Naturlehrpfad
Der malerische Einschnitt wurde Anfang der 1950er Jahre der Öffentlichkeit zugänglich gemacht. Der markierte Weg entlang des Baches ist Teil des geoökologischen Naturlehrpfades Bitterbachschlucht. An 27 Standorten informieren Tafeln am Rande des Weges über die Bedeutung des Waldes für den Menschen, die Beziehungen innerhalb der Lebensgemeinschaft Wald, über die Entstehung der Bitterbachschlucht und die Bedrohung des natürlichen Gleichgewichts. Außerdem werden Lebensgemeinschaften von heimischen Pflanzen und Tieren am Bach, am Weiher, im Bruchwald und ein noch erhaltener Hutanger vorgestellt.

## Bildergalerie

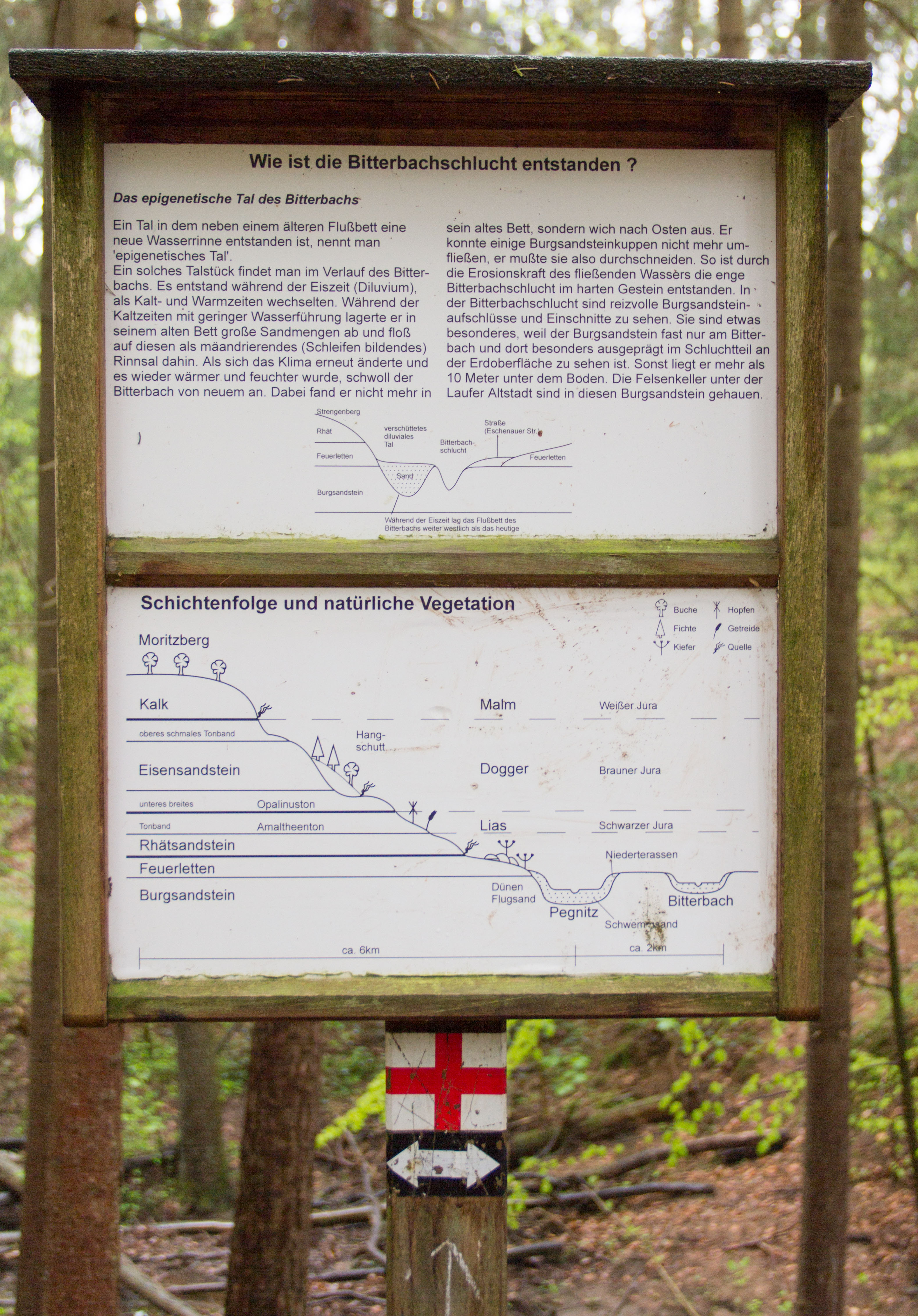
Informationstafel Naturlehrpfad
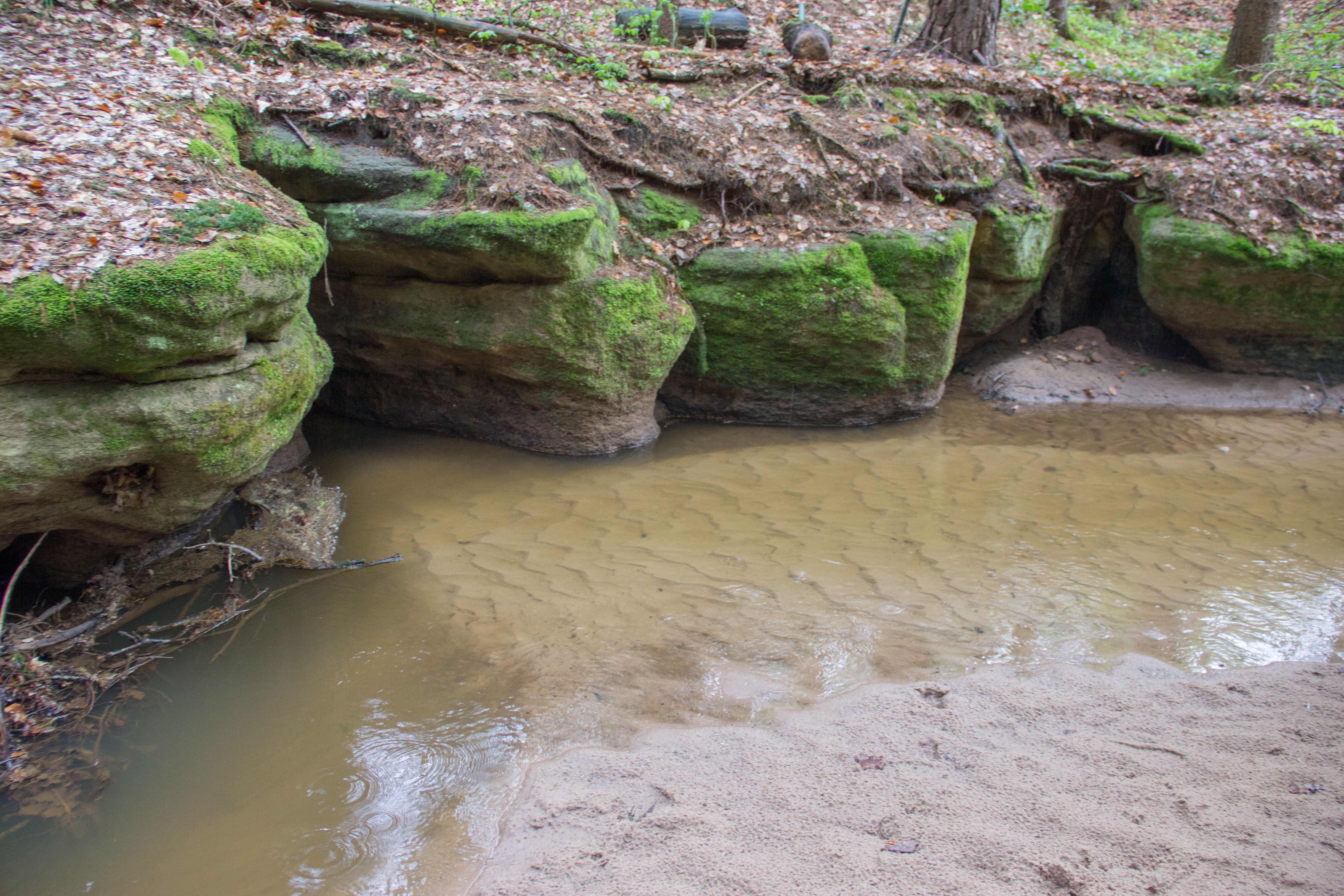
Buntsandsteinaufschluss
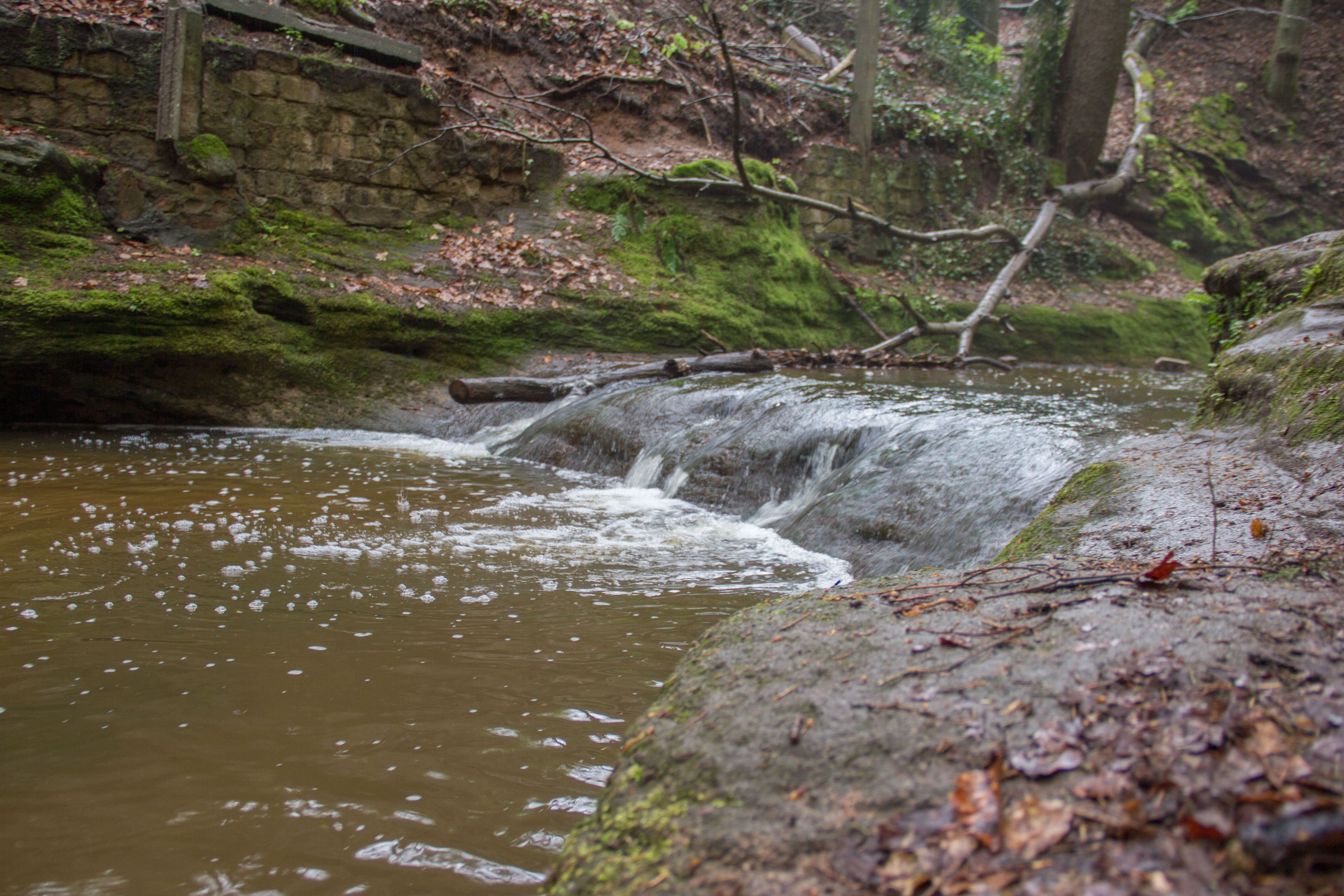
Wasserfall
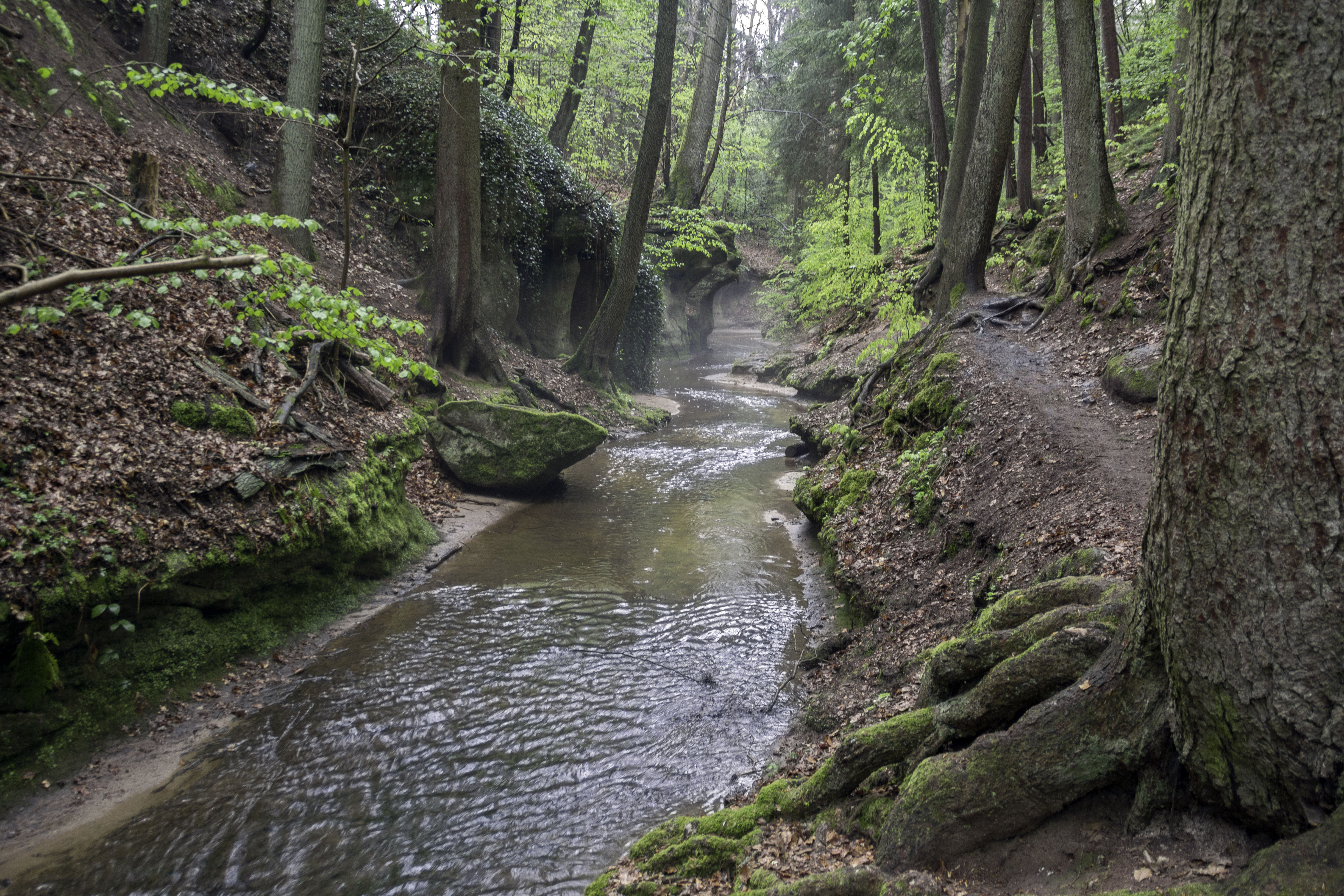
Wanderweg im Tal
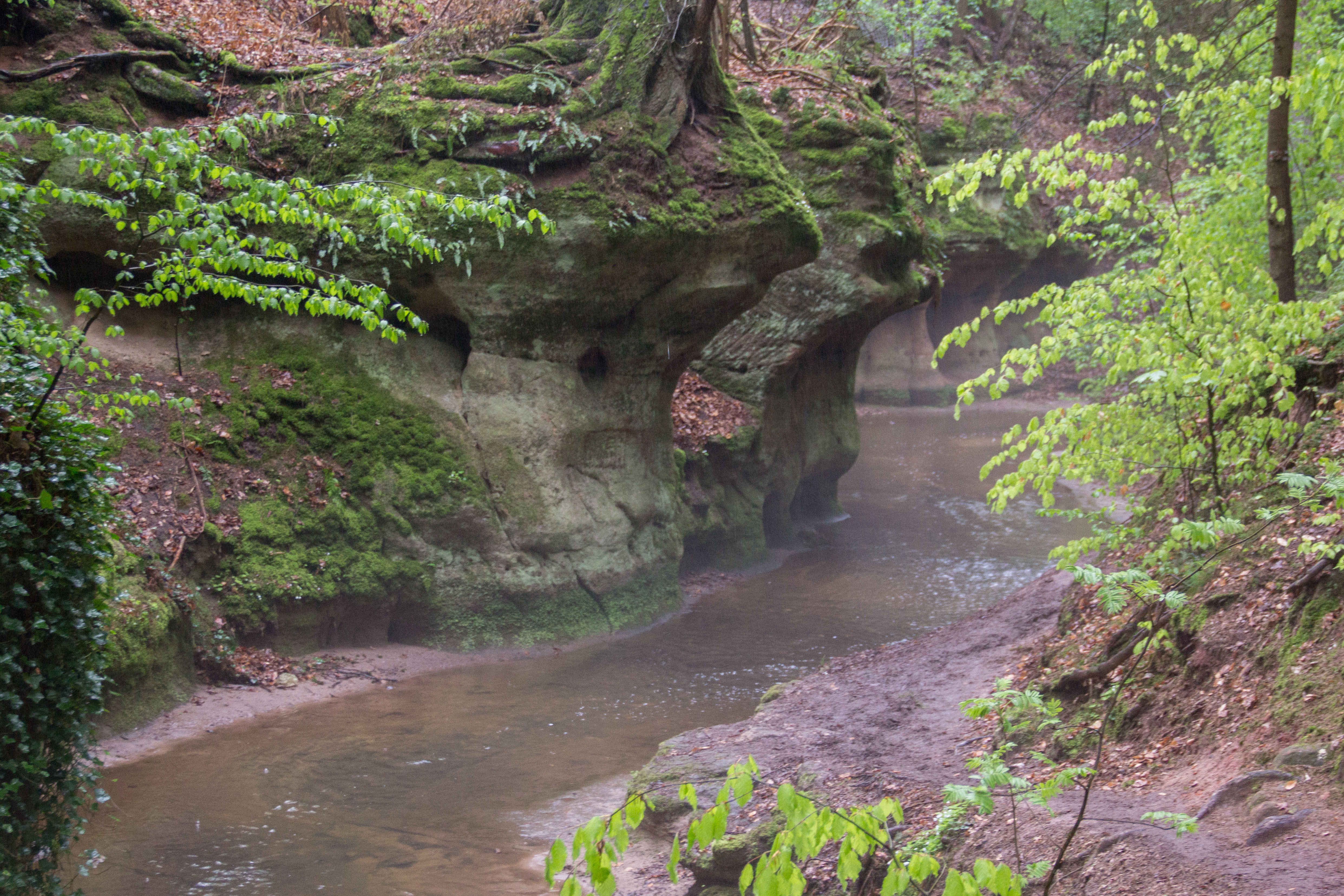
Buntsandsteinaufschluss
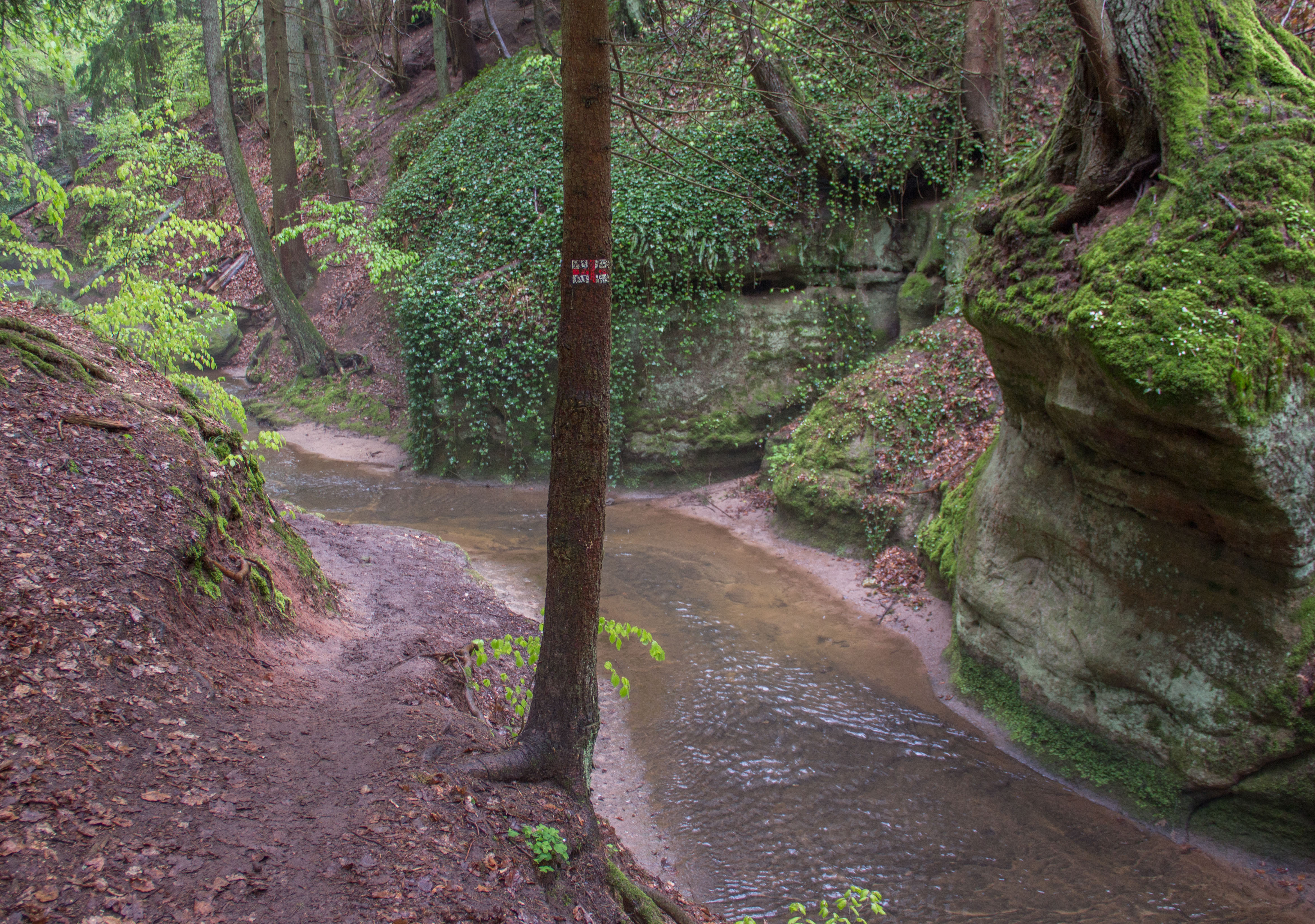
Wanderwegmarkierung in der Schlucht